# Shulmanu
Shulmanu, Shulman, Shelmi, Salman o Salamu es un dios del inframundo, la fertilidad y la guerra en la religión mesopotámica de los semitas orientales, acadios, asirios y babilonios, y más tarde también de los pueblos semitas occidentales como los arameos, cananeos y fenicios. 
Shulmanu fue encontrado en Asiria entre aproximadamente el año 2000 a. C. y el 600 a. C. y es conocido por inscripciones de la edad de bronce en Sidón. En una losa de Tukulti Ninurta I, rey de Asiria, aparece con ocasión de la reparación de un templo dedicado a la esposa del dios, Shulmanitu donde se hacen votos para el buen futuro del templo y maldiciones para los que intenten destruirlo.
Como Shulmanu-Shulman aparece como parte del nombre de varios reyes asirios desde el siglo XIV a. C., como Salmanasar I o Salmanasar III (Shulmanu-asharedu, "Shulmanu es preeminente, el más grande o el principal").